# Polypodiaceae
Polypodiaceae J. Presl & C. Presl  è una famiglia di felci dell'ordine Polypodiales.

## Tassonomia
I generi appartenenti a questa famiglia sono organizzati nelle seguenti sottofamiglie secondo la classificazione PPG I:
- Sottofamiglia Drynarioideae Crabbe, Jermy & Micke

- Sottofamiglia Grammitidoideae Parris & Sundue

- Sottofamiglia Loxogrammoideae H.Schneid

- Sottofamiglia Microsoroideae B.K.Nayar

- Sottofamiglia Platycerioideae B.K.Nayar

- Sottofamiglia Polypodioideae Sweet